# Sauris (bướm đêm)
Sauris là một chi bướm đêm thuộc họ Geometridae.

## Các loài
- Sauris abnormis
- Sauris abortivata
- Sauris acanthina
- Sauris angulosa
- Sauris angusta
- Sauris aroensis
- Sauris asema
- Sauris aspricosta
- Sauris atrilineata
- Sauris auricula
- Sauris basilia
- Sauris bicolor
- Sauris bigriseata
- Sauris brevipalpis
- Sauris brunnescens
- Sauris buruensis
- Sauris cinerosa
- Sauris cirrhigera
- Sauris coalita
- Sauris commoni
- Sauris contorta
- Sauris curticornis
- Sauris curvicosta
- Sauris denigrata
- Sauris dentatilinea
- Sauris elaica
- Sauris erebata
- Sauris erigens
- Sauris eupitheciata
- Sauris fortunata
- Sauris griseolauta
- Sauris hirudinata
- Sauris ignobilis
- Sauris imbecilla
- Sauris improspera
- Sauris infirma
- Sauris inscissa
- Sauris interruptata
- Sauris isocraspeda
- Sauris lichenias
- Sauris lineosa
- Sauris lobata
- Sauris lucens
- Sauris malaca
- Sauris marginepunctata
- Sauris melanocera
- Sauris melanoceros
- Sauris melanosterna
- Sauris mellita
- Sauris mesilauensis
- Sauris metaphaea
- Sauris mirabilis
- Sauris muscosa
- Sauris nanaria
- Sauris nebulosa
- Sauris nigricincta
- Sauris nigrifusalis
- Sauris nigripalpata
- Sauris nitidula
- Sauris normis
- Sauris nusta
- Sauris oetakwana
- Sauris othnia
- Sauris pallidipalpis
- Sauris pallidiplaga
- Sauris parviplaga
- Sauris pelagitis
- Sauris perfasciata
- Sauris plagulata
- Sauris pleonectes
- Sauris plumipes
- Sauris poeciloteucta
- Sauris postalba
- Sauris preptochaetes
- Sauris priva
- Sauris proboscidaria
- Sauris pupurotincta
- Sauris quassa
- Sauris rectilineata
- Sauris remodesaria
- Sauris rhododactyla
- Sauris rubriplaga
- Sauris seminigra
- Sauris septa
- Sauris sinuaticornis
- Sauris stictifascia
- Sauris subfulva
- Sauris subnigrata
- Sauris trifasciaria
- Sauris triseriata
- Sauris turpipennis
- Sauris ursula
- Sauris usta
- Sauris wanda
- Sauris vetustata
- Sauris victoria
- Sauris victoriae
- Sauris viridata
- Sauris volcanica
- Sauris xissa